# کردشیر
کردشیر یا کورده شیخ، روستایی در دهستان عمادده بخش صحرای باغ شهرستان لارستان در استان فارس ایران است.

## جمعیت
بر پایه سرشماری عمومی نفوس و مسکن در سال ۱۳۹۵، جمعیت این روستا برابر با ۱۹۲ نفر (۶۱ خانوار) بوده است.